# Anticancer Research
Anticancer Research is een internationaal, aan collegiale toetsing onderworpen wetenschappelijk tijdschrift op het gebied van de oncologie. De naam wordt in literatuurverwijzingen meestal afgekort tot Anticancer Res. Het wordt uitgegeven door het International Institute of Anticancer Research en verschijnt maandelijks. Het eerste nummer verscheen in 1981.